# Maria Pąchalska
Maria Pąchalska – polska neurouczona, psycholog kliniczny i neuropsycholog, profesor nauk humanistycznych, Kierownik Katedry Neuropsychologii i Neurorehabilitacji Uniwersytetu Andrzeja Frycza Modrzewskiego w Krakowie. Konsultant Kliniczny Specjalistycznego Centrum Medycznego UniCardia & UniMedica & UniEstetica. W 1991 założyła i jest wieloletnim prezesem Polskiego Towarzystwa Neuropsychologicznego (PTNeur), w roku 1994 była współzałożycielką i jest wiceprezesem Polskiego Towarzystwa Neurolingwistycznego. W roku 2003 założyła i jest wieloletnim redaktorem naczelnym kwartalnika „Acta Neuropsychologica”, od 2002 r. pracuje jako redaktor merytoryczna działu Clinical neuropsychology w czasopiśmie „Medical Science Monitor”. We wczesnych etapach pracy naukowej jej mentorem zawodowym był profesor Jason W. Brown, z Instytutu Neurologii Uniwersytetu Nowojorskiego, autor teorii mikrogenetycznej z którym nadal współpracuje od 1994 roku.
Specjalności naukowe: psychologia kliniczna, neuropsychologia, neurologopedia, neurorehabilitacja.

## Życiorys
Córka Józefa (1920–1991) i Zofii (1920-2021) Kuzaków. Uczęszczała do II Liceum Ogólnokształcącego im. Marii Konopnickiej w Nowym Sączu. W 1976 roku ukończyła psychologię na Wydziale Filozoficzno-Historycznym Uniwersytetu Jagiellońskiego. W 1976 wyjechała do Kanady, gdzie podczas specjalizacji w neuropsychologii w University of Toronto, napisała pracę dyplomową pt. Cognitive Training of Brain-Damaged Persons. W 1980 roku obroniła pracę doktorską pt. Znaczenie redukcji lęku w rehabilitacji chorych z niedowładem połowiczym, której promotorem był prof. zw. dr hab. med. Adam Pąchalski (1926–2010), od 1981 mąż Marii. W 1987 roku habilitowała się na podstawie rozprawy pt. Kompleksowy Model Rehabilitacji Chorych z Ogniskowym Uszkodzeniem Mózgu i Afazją Całkowitą na Wydziale Humanistycznym Uniwersytetu Gdańskiego. 23 lipca 2008 roku uzyskała tytuł profesora w zakresie nauk humanistycznych.
Ukończyła studia podyplomowe:
- Specjalizacja Neuropsychologia, 1977, Toronto University, Department of Psychology. Praca dyplomowa: Cognitive Training of Brain-Damaged Persons.
- Specjalizacja Logopedia, 1980, Uniwersytet im. Marii Curie-Skłodowskiej w Lublinie. Podyplomowe Studia Logopedyczne. Praca dyplomowa: Rehabilitacja psychospołeczna chorych z afazją i dysfazją
- Specjalizacja Neurologopedia, 2005: Decyzja Nr 3 z dnia 31. 01. 2005 r., Minister Zdrowia, MZ-NS-ZM-851-1-1/MG/2005, specjalista II stopnia.

## Działalność zawodowa
1978–2010 Dyrektor, Krakowskie Centrum Rehabilitacji Afazji „Afa-Klub” (działalność społeczna)
1987–1995 Dyrektor ds. Naukowych, Instytut Rehabilitacji, AWF w Krakowie
1992–2003 Dyrektor Prywatny Ośrodek Rehabilitacji Medycznej w Krakowie
1994–2010 Prezes, Fundacja na Rzecz Osób z Dysfunkcjami Mózgu
1996–2003 Konsultant, Oddział Rehabilitacji Medycznej Krakowskiego Centrum Rehabilitacji
1999–2005 Konsultant, Katedra i Klinika Rehabilitacji Akademia Medyczna w Bydgoszczy
Od 2004 profesor i konsultant Center for Cognition and Communication w Nowym Jorku.
Od 2004 konsultant Specjalistycznego Centrum Medycznego UniCardia & UniMedica & UniEstetica.
2004–2007 Prof. UMCS, Instytut Psychologii UMCS
2007–2010 Kierownik Zakładu Psychologii Klinicznej i Neuropsychologii w Uniwersytecie Gdańskim.
Od 2011 Kierownik Katedry Neuropsychologii i Neurorehabilitacji, Uniwersytet Andrzeja Frycza Modrzewskiego w Krakowie.

## Publikacje

### Monografie i podręczniki
- Pąchalska M. (1985) Teoria i praktyka rehabilitacji w chorobach psychicznych. Wyd. Mon. Kraków: AWF,  ISSN 0860-0642.
- Pąchalska M. (1986) Kompleksowy Model Rehabilitacji Chorych z Afazją Całkowitą. Wyd. Mon. Nr 28. Kraków: AWF. ISSN 0860-0642.
- Pąchalska M. (1999) Afazjologia. Warszawa – Kraków: PWN. ISBN 978-83-01-12431-1.
- Grochmal-Bach B., Pąchalska M. (2004) Tożsamość człowieka a teoria mikrogenetyczna. Kraków: WAM. ISBN 83-7318-453-8.
- Pąchalska M. (2007) Neuropsychologia kliniczna: Urazy mózgu. T. I. Procesy poznawcze i emocjonalne. Warszawa: Wydawnictwo Naukowe PWN. ISBN 978-83-01-14977-2.
- Pąchalska M. (2007) Neuropsychologia kliniczna: Urazy mózgu. T. II. Procesy językowe i integracja ze społeczeństwem. Warszawa: Wydawnictwo Naukowe PWN. ISBN 978-83-01-14978-9.
- Pąchalska M. (2008) Rehabilitacja neuropsychologiczna: Procesy poznawcze i emocjonalne. Lublin: Wydawnictwo UMCS. ISBN 978-83-227-2741-6.
- Pąchalska M., MacQueen B.D., Moskała M. Tomaszewski W. (2014) Europejska Skala Oceny Jakości Życia Po Urazie Mózgu. Standaryzowana wersja polska. Warszawa: MEDSPORTPRESS.ISBN 83-920627-0-1.
- Pąchalska M., Kaczmarek B.L.J., Kropotov J. D. (2014) Neuropsychologia kliniczna. Od teorii do praktyki. Warszawa. Wydawnictwo Naukowe PWN. ISBN 978-83-01-17841-3.
- Pąchalska M., Kaczmarek B.L.J., Bednarek S. (2020) Neuropsychologia tożsamości. Warszawa. Wydawnictwo Naukowe PWN. ISBN 978-83-01-21468-5.
- Pąchalska M., Kaczmarek B.L.J., Kropotov J. D. (2021) Ja utracone i odzyskane. Kraków: Agencja Wydawnicza IMPULS. ISBN 978-83-8095-933-0.
- Pąchalska M., Bednarek S., Kaczmarek B.L.J. (2024). Mózg, umysł i Ja kulturowe, Kraków: AW IMPULS. ISBN 978-83-8294-392-4.

### Artykuły naukowe
- Pąchalska, M., Schmidt-Pospuła, (2004). Profesor Adam Pąchalski: pół wieku uczestnictwa w rozwoju krakowskiej ortopedii, traumatologii i rehabilitacji. Ortopedia Traumatologia Rehabilitacja, 6(4), 523–551Pachalska, M. (1991). Group therapy for aphasia patients. Aphasiology, 5(6), 541–554.
- Pachalska, M., MacQueen, B.D. (2001). Episodic aphasia with residual effects in a patient with progressive dementia resulting from a mitochondrial cytopathy (MELAS). Aphasiology, 15(6), 599–615.
- Pąchalska, M., DiMauro, S., MacQueen, B.D., Tłokiński, W. (2001). Patomechanizm i obraz kliniczny zaburzeń neurobehawioralnych u pacjentki z zespołem MELAS. Neurologia i Neurochirurgia Polska, 35(4), 697–709.
- Pąchalska, M., DiMauro, S., Formińska-Kapuścik, M., Kurzbauer, H., Talar, J., MacQueen, B.D., Pawlicka, I., Jeleńska-Szyguła, I. (2002). The course of vision= disturbances in a patient with MELAS syndrome. Medical Science Monitor, 8(2), CS 11–20.
- Brown, J.W., Pąchalska, M. (2003). The symptom and its significance in neuropsychology. Acta Neuropsychologica, 1(1), 1–11.
- Pąchalska, M. (2003). Disturbances of Identity in Patients with Severe Traumatic Brain Injury. Acta Neuropsychologica, 1(3), 311–344.
- Pachalska, M., Frańczuk, B., MacQueen, B.D., Talar, J. (2004). Reintegrating space and object representations in patients with hemispatial neglect: a case study. Disability and Rehabilitation, 26 (9), 549–561.
- Pąchalska, M., Schmidt-Pospuła, (2004). Profesor Adam Pąchalski: pół wieku uczestnictwa w rozwoju krakowskiej ortopedii, traumatologii i rehabilitacji. Ortopedia Traumatologia Rehabilitacja, 6(4), 523–551.
- Pąchalska, M., MacQueen, B.D. (2005). Microgenetic theory. A new paradigm for contemporary neuropsychology and neurolinguistics. Acta Neuropsychologica, 3(3), 89–106.
- Pąchalska, M., MacQueen, B.D.,Grochmal-Bach, B., Frańczuk, B. (2006). Post – Traumatic Stress Disorder in Polish stroke patients who survived Nazi concentration camps. Medical Science Monitor, 12(4), CR137–149.
- Pąchalska, M., Kurzbauer, H., Formińska-Kapuścik, M., Urbanik, A., Bierzyńska-Macyszyn, G., Właszczuk, P. (2007). Atypicalfeatures of dementia in a patient with Creutzfeldt-Jakob disease. Medical Science Monitor, 13(1), CS9–19.
- Pachalska, M., Grochmal-Bach, B., MacQueen. B.D., Wilk, M., Lipowska. M., Herman-Sucharska, I. (2008). Neuropsychological diagnosis and treatment after closed-head injury in a patient with psychiatric history of schizofrenia. Medical Science Monitor, 14(8), CS76–85.
- Pachalska, M., Grochmal-Bach, B., Wilk, M., Buliński, L. (2008). Rehabilitation of an artist after right-hemisphere stroke. Medical Science Monitor, 14(10), CS110– 124.
- Pąchalska, M., Moskała, M., MacQueen, B.D., Polak, J., Wilk-Frańczuk, M. (2010). Early neurorehabilitation in a patient with severe traumatic brain injury to the frontal lobes. Medical Science Monitor, 16(12). CS157–167.
- Pachalska, M., MacQueen, B.D., Kaczmarek, B.L.J., Wilk-Franczuk, M., Herman-Sucharska, I. (2011). A case of “Borrowed Identity Syndrome” after severe traumatic brain injury. Medical Science Monitor, 17(1), CS18–28.
- Pąchalska, M., Bidzan, L., Łukowicz, M., Bidzan, M., Markiewicz, K., Jastrzębowska, G., &amp; Talar, J. (2011). Differential diagnosis of behavioral variant of fronto-temporal dementia (bvFTD). Medical Science Monitor, 17(6), CR311–CR321. doi:10.12659/msm.881803.
- Pachalska, M., Łukowicz, M., Kropotov, I.D., Herman Sucharska, I., Talar, J. (2011). Evaluation of differentiated neurotherapy programs for a patient after severe TBI and long term coma using event-related potentials. Medical Science Monitor. 17(10), CS120–128.
- Pąchalska, M., MacQueen, B.D., Brown, J.W. (2012). Microgenetic Theory: Brain and Mind in Time. [w:] R.W. Rieber (ed.) Encyclopedia of the History of Psychological Theories, XXVI. Frankfurt: Springer, 675–708.
- Pąchalska, M., MacQueen, B.D., Brown, J.W. (2012). Microgenesis of Consciousness. [W]: H. Pashler (ed.) Encyclopedia of the Mind. Los Angeles, London, New Delhi, Singapoore: SAGE: 513–515.
- Pąchalska, M., Kropotov, I.D., Mańko, G., Lipowska, M., Rasmus, A, Łukaszewska, B., Bogdanowicz, M., Mirski, A. (2012). Evaluation of a neurotherapy program for a child with ADHD with Benign Partial Epilepsy with Rolandic Spikes (BPERS) using event-related potentials. Medical Science Monitor, 18(11), CS 94–104.
- Graczyk, M., Pąchalska, M., Ziółkowski, A., Mańko, G., Łukaszewska, B., Kochanowicz, K., Mirski, A., Kropotov, I.D. (2014). Neurofeedback training for peak performance. Ann Agric Environ Med, 21(4), 871–875. doi: 10.5604/12321966.1129950.
- Pąchalska, M., Buliński, L., Jauer-Niworowska, O., Rasmus, A., Daniluk, B., Mirski, A., Mirska, N., Kropotov, J.D. (2014). Neuropsychological functioning after traumatic injury of orbito-frontal area: case of the Polish Gage. Acta Neuropsychologica, 12(4), 503–516.
- Chrapusta, A., Pąchalska, M., Wilk-Frańczuk, M., Starczyńska, M., Kropotov, J.D. (2015). Evaluation of the effectiveness of neurofeedback in the reduction of Posttraumatic stress disorder (PTSD) in a patient following high-voltage electric shock with the use of ERPs. Ann AgricEnvironMed.,22(3), 556–563. DOI:10.5604/12321966.1167734.
- Moryś, J., Pąchalska, M., Bellwon, J., Gruchała, M. (2016). Cognitive impairment, symptoms of depression and health-related quality of life in patients with severe stable heart failure. International Journal of Clinical and Health Psychology, 16, 230–238. DOI: 10.1016/j.ijchp.2016.03.002.
- Chrapusta, A., Kropotov, J.D., Pąchalska, M. (2017). Neuromarkers of Post-Traumatic Stress Disorder (PTSD) in a patient after bilateral hand amputation – ERP case study. Ann AgricEnviron Med. 24(2), 265–270. DOI: 10.26444/aaem/74597.
- Trystuła, M., Pąchalska, M. (2019).Comorbidities and Health-Related Quality of Life Following Revascularization for Asymptomatic Critical Internal Carotid Artery Stenosis Treated with Carotid Endarterectomy or Angioplasty with Stenting. MedSci Monit,25, 4734–4743. DOI: 10.12659/MSM.916407.
- Trystuła, M., Tomaszewski, T., Pąchalska, M. (2019). Health-related quality of life in ischaemic stroke survivors after carotid endarterectomy (CEA) and carotid artery stenting (CAS): confounder-controlled analysis. Advances in Interventional Cardiology/Postępy w Kardiologii Interwencyjnej, 15(2), 226–233. https://doi.org/10.5114/aic.2019.8444.
- Pąchalska M. (2019). Integrated self system: a microgenetic approach. Acta Neuropsychologica, 17(4), 349–392.
- Pąchalska, M., Góral-Półrola, J. (2020). Visual art in aphasia therapy: the lost and found self. Acta Neuropsychologica, 18(2), 149–181.
- Pąchalska, M., Góral-Półrola, J., Chojnowska-Ćwiąkała, I. (2021). Effect of individually-tailored tDCS and symbolic art therapy for chronic associative prosopagnosia after infection by SArS-CoV-2, neuroCOVID-19 and ischemicstroke. Acta Neuropsychologica, 19(3), 329–345.
- Pąchalska M, Nowaczyk N. (2021). Event-related potentials studies of PTSD after infection of SARS-CoV-2 and NeuroCOVID-19. Acta Neuropsychologica 19 (3): 347-360; DOI: 10.5604/01.3001.0015.2463.
- Pąchalska M. (2022). Neuropsychology of creativity: a microgenetic approach.  Acta Neuropsychologica . 20 (1): 87-114. DOI: 10.5604/01.3001.0015.9144.
- Pąchalska M. (2022): Goal-oriented neuropsychological rehabilitation with EEG- Neurofeedback for a visual artist with PTSD resulting from SARS-CoV-2 infection, followed by a severe course of neuroCovid and the sequelae of long term pharmacologically-induced coma, Acta Neuropsychologica. 20(4): 485-514. DOI: 10.5604/01.3001.0016.2024.
- Pachalska, M.,  Góral-Półrola J.   (2022). Focal epilepsy and executive dysfunction in autism spectrum disorder (ASD). Acta Neuropsychologica, 20 (2): 211-224. DOI: 10.5604/01.3001.0015.9144.
- Brown J.,W., Pachalska M. (2022). Agency and freedom. Acta Neuropsychologica 2022; 20 (2): 241-253. DOI: 10.5604/01.3001.0015.9443.
- Pachalska, M.,  Góral-Półrola, J.. Jarosz P.   (2022). Neurotherapy in Parkinson’s Disease: the path forward after SARS-CoV-2 infection and contracting COVID-19, and long COVID? Acta Neuropsychologica 2022; 20 (3): 275-290. DOI:  10.5604/01.3001.0015.9804.
- Morga, R., Góral-Półrola, J., Goździewska, M., Krupa, K., Pąchalska, M. (2023) A new form of neurotherapy for a patient with anxiety disorder and anomic aphasia after neurosurgery for a ruptured brain aneurysm post-COVID-19. Annals of Agricultural and Environmental Medicine, 30(2), 331-341. doi: 10.26444/aaem/167370.
- Pachalska, M., Grzywniak, C., Kobos, M. (2023). Comprehensive Program of Neurotherapy for a Visual Artist with Post-Covid-19 Syndrome Following Sars-Cov-2 Infection and Severe Course of Covid-19 Treated in Long-Term Pharmacologically Induced Coma. Acta Neuropsychologica, 21(1), 93-107. doi: 10.5604/01.3001.0053.4107.
- Hydzik, A., Opławski, M., Trystuła, M., Pąchalska, M. (2023). Quality of Life of a Patient with Persistent Complications After Sars-Cov-2 Infection Requiring Urgent Surgical Intervention–Endarterectomy with Emergency Angioplasty of an Inflamed, Bleeding  Right Internal Carotid Artery (RICA) Using the Trans-Carotid Artery Revascularization (TCAR). Acta Neuropsychologica, 21(3),259-278. doi: 10.5604/01.3001.0053.7564.
- Morga, R., Mirski, A., Buczaj, A., Pąchalska, M. (2023). Evaluation of the Effectiveness of Electroencephalographic Training with Neurofeedback (EEG-NFB) for a Patient with Dysexecutive Syndrome after Neurosurgery of Two Brain Aneurysms Detected after Covid-19 Disease. Acta Neuropsychologica, 21(3), 279-303. doi: 10.5604/01.3001.0053.7995.
- Pąchalska, M., Buczaj, A., Kopowski, J., Pecyna, A., Maksym, P., Buczaj, M., Rasmus, A. (2023). Eye Tracker as a Tool Supporting Differential Diagnosis in the States of Disordes of Consciousness (DOC). Acta Neuropsychologica, 21(4), 411-426. doi: 10.5604/01.3001.0053.9340.
- Pąchalska, M., Wilk-Frańczuk, M. (2024). Disintegration of the Self System in a Patient with Semantic Variant PPA (svPPA) diagnosed Following SARS-CoV-2 Infection and COVID-19. Acta Neuropsychologica, 22(4):545-569. DOI: 10.5604/01.3001.0054.8640.
- Pąchalska, M., Goldberg, E., Góral-Półrola J., et al. (2025). Neurotherapy in long neuro-COVID Parkinson’s-like syndrome. Acta Neuropsychologica, 23(1), 85-105. https://doi.org/10.5604/01.3001.0055.0198

### Redakcja książek w języku angielskim
- Pąchalska M. (1988) Contemporary Problems in the Rehabilitation of Persons with Aphasia. Kraków: AWF
- B.D. MacQueen, & M. Pąchalska. red. (2003) Society as text in the thought of Richard Harvey Brown. Wrocław: Continuo Publishing House
- Pachalska M. & MacQueen BD. red. (2006) Root metaphors: selected essays on social thinking. Wrocław: Continuo Publishing House
- Pachalska M. & M. Weber (eds.) (2008) Neuropsychology and Philosophy of Mind in Process, Frankfurt/Paris/ Lancaster, New Brunswick, Ontos Verlag, ISBN 978-3-86838-010-1

### Redakcja książek w języku polskim
- Pąchalska M. (1989) Zdrowie w koncepcji doktora Henryka Jordana. Kraków: Towarzystwo im. Doktora Henryka Jordana
- Herzyk A., Daniluk B., Pąchalska M., MacQueen B.D. (2003) Neuropsychologiczne konsekwencje urazów głowy: Jakość życia pacjentów. Lublin: UMCS
- Pąchalska M., Grochmal-Bach B., MacQueen BD. (2007) Tożsamość człowieka w ujęciu interdyscyplinarnym. Kraków: WAM
- Pąchalska M., Kwiatkowska G. (2010) Neuropsychologia a humanistyka. Lublin: Wydawnictwo UMCS

- Pąchalska M., & Bidzan L. (2012) Otępienie czołowo-skroniowe: Ujęcie interdyscyplinarne. Kraków: Wydawnictwo AFM

## Ordery i odznaczenia
- Złoty Krzyż Zasługi (2009)
- Order Serca za Uratowanie Życia (2004)
- Medal Księcia Mściwoja II (2010)[3]
- Medal im. Mieczysława Skulimowskiego (2003)
- Medal im. Józefa Marka (2003)
- Medal im. Mikołaja Kopernika (1985)
- Medal im. Ludwika Bierkowskiego (1983)
- Medal im. Andrzeja Bandurskiego (1980)
- Medal im. Józefa Dietla (1978)
- Złota Odznaka Miasta Krakowa (1981)
- Złota Odznaka za Zasługi dla Ziemi Krakowskiej (1987)
- Złota Odznaka Polskiego Towarzystwa Walki z Kalectwem (2003)
- Order C4 Laug nadany przez Królową Danii za zorganizowanie IV Międzynarodowego Kongresu Chorych z Afazją w Aalborg (Dania, 1994)

Źródło:.

## Nagrody
- Nagroda Prezesa Urzędu Kultury Fizycznej (1986, 1988, 1992)
- Nagroda Miasta Krakowa w dziedzinie nauki i techniki za rok 1987 (1989)
- Nagroda Zasłużonego dla Ziemi Sądeckiej (1996)
- Copernicus Prize (2003, 2011)
- Nagroda indywidualna I stopnia Ministra Nauki i Szkolnictwa Wyższego za najlepszy podręcznik akademicki (2008)
- Copernicus Prize za odkrycie naukowe nowej mutacji genu w zespole MELAS (2012)[1]
- Nagroda im. Andrzeja Kapiszewskiego za wybitne osiągnięcia naukowe (2012)
- I Nagroda Literacka im. Filipa Kallimacha za podręcznik akademicki Neuropsychologia kliniczna. Urazy mózgu (2012)
- Nagroda Brylantowego Pióra nadana przez Nowojorski Komitet Dobrych Publikacji Naukowych za całokształt działalności naukowej (2015)

Źródło:.